# 2010-es U17-es labdarúgó-Európa-bajnokság (selejtezők)
A 2010-es U17-es labdarúgó-Európa-bajnokság selejtezői az UEFA által ennek a korosztálynak rendezett kilencedik európai labdarúgó-bajnokság mérkőzései voltak. A torna címvédője Németország.
A selejtező fordulók során 52 nemzet válogatottja versengett. A selejtezőket 2009. szeptember 5-től október 31-ig játszották. Az 52 csapatot 13 darab négycsapatos csoportra osztották, melyek mini tornát játszottak egymás között. A csoportok első két helyezettje és a legjobb két harmadik jutott tovább az elit körbe.

## 1-es csoport
| Csapat       | M | Gy | D | V | Kg | Rg | Gk | P |
| ------------ | - | -- | - | - | -- | -- | -- | - |
| Anglia       | 3 | 3  | 0 | 0 | 11 | 2  | +9 | 9 |
| Szerbia      | 3 | 1  | 1 | 1 | 1  | 1  | 0  | 4 |
| Azerbajdzsán | 3 | 1  | 1 | 1 | 3  | 5  | −2 | 4 |
| Kazahsztán   | 3 | 0  | 0 | 3 | 3  | 10 | −7 | 0 |

| 2009. október 26. 09:00 CET | Anglia                                          | 6 – 2         | Kazahsztán           | Ismet Qaibov, Baku · Játékvezető: Észak-Macedónia Goran Spirkoski |
| 2009. október 26. 09:00 CET | Garbutt 2' Keane 15' Afobe 26' 75' Hall 66' 73' | (jegyzőkönyv) | Kuat 31' Utrobin 33' | Ismet Qaibov, Baku · Játékvezető: Észak-Macedónia Goran Spirkoski |

| 2009. október 26. 12:00 CET | Szerbia       | 0 – 0 | Azerbajdzsán | Tofikh Bakhramov-Republic stadium, Baku · Játékvezető: Ciprus Christos Elia |
| 2009. október 26. 12:00 CET | (jegyzőkönyv) |       |              | Tofikh Bakhramov-Republic stadium, Baku · Játékvezető: Ciprus Christos Elia |

| 2009. október 28. 09:00 CET | Szerbia   | 1 – 0         | Kazahsztán | Tofikh Ismayilov, Baku · Játékvezető: Ciprus Christos Elia |
| 2009. október 28. 09:00 CET | Rudic 51' | (jegyzőkönyv) |            | Tofikh Ismayilov, Baku · Játékvezető: Ciprus Christos Elia |

| 2009. október 28. 12:00 CET | Azerbajdzsán | 0 – 4         | Anglia                                                | Tofikh Bakhramov-Republic stadium, Baku · Játékvezető: Csehország Jan Jilek |
| 2009. október 28. 12:00 CET |              | (jegyzőkönyv) | Wickham 18' Wickham 30' (11-es) Wickham 39' Afobe 67' | Tofikh Bakhramov-Republic stadium, Baku · Játékvezető: Csehország Jan Jilek |

| 2009. október 31. 12:00 CET | Anglia    | 1 – 0         | Szerbia | Ismet Qaibov, Baku · Játékvezető: Csehország Jan Jilek |
| 2009. október 31. 12:00 CET | Afobe 58' | (jegyzőkönyv) |         | Ismet Qaibov, Baku · Játékvezető: Csehország Jan Jilek |

| 2009. október 31. 12:00 CET | Kazahsztán  | 1 – 3         | Azerbajdzsán                                    | Tofikh Bakhramov-Republic stadium, Baku · Játékvezető: Észak-Macedónia Goran Spirkoski |
| 2009. október 31. 12:00 CET | Utrobin 49' | (jegyzőkönyv) | Taghizade 46' Ahmadov 73' (11-es) Abatsiyev 80' | Tofikh Bakhramov-Republic stadium, Baku · Játékvezető: Észak-Macedónia Goran Spirkoski |

## 2-es csoport
| Csapat        | M | Gy | D | V | Kg | Rg | Gk  | P |
| ------------- | - | -- | - | - | -- | -- | --- | - |
| Spanyolország | 3 | 3  | 0 | 0 | 19 | 2  | +17 | 9 |
| Románia       | 3 | 2  | 0 | 1 | 6  | 4  | +2  | 6 |
| Litvánia      | 3 | 1  | 0 | 2 | 4  | 12 | –8  | 3 |
| Feröer        | 3 | 0  | 0 | 3 | 2  | 13 | –11 | 0 |

| 2009. október 16. 10:00 CET | Románia  | 1 – 0         | Litvánia | Town Stadium, Buftea · Játékvezető: Észak-Macedónia Dimitar Meckarovski |
| 2009. október 16. 10:00 CET | Musca 1' | (jegyzőkönyv) |          | Town Stadium, Buftea · Játékvezető: Észak-Macedónia Dimitar Meckarovski |

| 2009. október 16. 13:00 CET | Spanyolország                              | 6 – 0         | Feröer | Concordia, Chiajna · Játékvezető: Málta Clayton Pisani |
| 2009. október 16. 13:00 CET | Alcácer 1' Suso 26' 69' 80' Juanmi 31' 36' | (jegyzőkönyv) |        | Concordia, Chiajna · Játékvezető: Málta Clayton Pisani |

| 2009. október 18. 10:00 CET | Románia                                        | 4 – 0         | Feröer | Town Stadium, Buftea · Játékvezető: Málta Clayton Pisani |
| 2009. október 18. 10:00 CET | Gavra 19' Vatajelu 43' Petrea 77' Baluta 80+1' | (jegyzőkönyv) |        | Town Stadium, Buftea · Játékvezető: Málta Clayton Pisani |

| 2009. október 18. 13:00 CET | Litvánia    | 1 – 9         | Spanyolország                                                               | Concordia, Chiajna · Játékvezető: Grúzia George Vadachkoria |
| 2009. október 18. 13:00 CET | Jefisov 44' | (jegyzőkönyv) | Alcácer 16' 62' 80+1' Osede 20' Bernat 30' 37' 78' Alcántara 50' Suso 80+2' | Concordia, Chiajna · Játékvezető: Grúzia George Vadachkoria |

| 2009. október 21. 10:00 CET | Spanyolország                       | 4 – 1         | Románia      | Concordia, Chiajna · Játékvezető: Észak-Macedónia Dimitar Meckarovski |
| 2009. október 21. 10:00 CET | Suso 10' Alcántara 33' Ortí 55' 72' | (jegyzőkönyv) | Vatajelu 62' | Concordia, Chiajna · Játékvezető: Észak-Macedónia Dimitar Meckarovski |

| 2009. október 21. 13:00 CET | Feröer                       | 2 – 3         | Litvánia                                | Town Stadium, Buftea · Játékvezető: Grúzia George Vadachkoria |
| 2009. október 21. 13:00 CET | Ellingsgaard 21' Suduroy 54' | (jegyzőkönyv) | Baranauskas 7' Jefisov 36' Gedminas 48' | Town Stadium, Buftea · Játékvezető: Grúzia George Vadachkoria |

## 3-as csoport
| Csapat       | M | Gy | D | V | Kg | Rg | Gk | P |
| ------------ | - | -- | - | - | -- | -- | -- | - |
| Horvátország | 3 | 2  | 1 | 0 | 4  | 2  | +2 | 7 |
| Belgium      | 3 | 1  | 1 | 1 | 4  | 3  | +1 | 4 |
| Dánia        | 3 | 1  | 0 | 2 | 10 | 6  | +4 | 3 |
| Montenegró   | 3 | 0  | 2 | 1 | 3  | 10 | –7 | 2 |

| 2009. szeptember 23. 15:30 CET | Horvátország      | 1 – 1         | Montenegró  | Pod Goricom, Podgorica · Játékvezető: Törökország Firat Aydinus |
| 2009. szeptember 23. 15:30 CET | Čorić 42' (öngól) | (jegyzőkönyv) | Nikolić 28' | Pod Goricom, Podgorica · Játékvezető: Törökország Firat Aydinus |

| 2009. szeptember 23. 15:30 CET | Belgium                                            | 3 – 1         | Dánia        | Training Camp, Podgorica · Játékvezető: Wales Huw Jones |
| 2009. szeptember 23. 15:30 CET | Arslanagić 39' van der Bruggen 40+1' Lallemand 61' | (jegyzőkönyv) | Geertsen 23' | Training Camp, Podgorica · Játékvezető: Wales Huw Jones |

| 2009. szeptember 25. 15:30 CET | Dánia      | 1 – 2         | Horvátország        | Gradski, Nikšić · Játékvezető: Törökország Firat Aydinus |
| 2009. szeptember 25. 15:30 CET | Zohore 70' | (jegyzőkönyv) | Ivanić 9' Tezak 34' | Gradski, Nikšić · Játékvezető: Törökország Firat Aydinus |

| 2009. szeptember 25. 15:30 CET | Montenegró           | 1 – 1         | Belgium    | Training Capm, Podgorica · Játékvezető: Lengyelország Hubert Siejewicz |
| 2009. szeptember 25. 15:30 CET | Gardašević 57' (pen) | (jegyzőkönyv) | Hazard 24' | Training Capm, Podgorica · Játékvezető: Lengyelország Hubert Siejewicz |

| 2009. szeptember 28. 15:30 CET | Belgium | 0 – 1         | Horvátország | Training Camp, Podgorica · Játékvezető: Lengyelország Hubert Siejewicz |
| 2009. szeptember 28. 15:30 CET |         | (jegyzőkönyv) | Livaja 56'   | Training Camp, Podgorica · Játékvezető: Lengyelország Hubert Siejewicz |

| 2009. szeptember 28. 15:30 CET | Dánia                                                                    | 8 – 1         | Montenegró   | Gradski, Nikšić · Játékvezető: Wales Huw Jones |
| 2009. szeptember 28. 15:30 CET | Zohore 28' 38' 56' Geertsen 37' Gytkjær 43' Jensen 62' 69' Fischer 80+1' | (jegyzőkönyv) | Raičević 39' | Gradski, Nikšić · Játékvezető: Wales Huw Jones |

## 4-es csoport
| Csapat        | M | Gy | D | V | Kg | Rg | Gk | P |
| ------------- | - | -- | - | - | -- | -- | -- | - |
| Ausztria      | 3 | 2  | 1 | 0 | 7  | 3  | +4 | 7 |
| Lengyelország | 3 | 2  | 0 | 1 | 13 | 5  | +8 | 6 |
| Izrael        | 3 | 1  | 0 | 2 | 6  | 10 | –4 | 3 |
| Örményország  | 3 | 0  | 1 | 2 | 3  | 11 | –8 | 1 |

| 2009. október 9. 12:00 CET | Lengyelország               | 2 – 4         | Ausztria                                                          | City Stadium GOS, Nadarzyn · Játékvezető: Ciprus Leontios Trattou |
| 2009. október 9. 12:00 CET | Wiktorski 21' Przybyłko 40' | (jegyzőkönyv) | Traunmüller 14' Burušić 57' Prosenik 61' Holzhauser 80+1' (11-es) | City Stadium GOS, Nadarzyn · Játékvezető: Ciprus Leontios Trattou |

| 2009. október 9. 15:00 CET | Izrael                                                                      | 6 – 1         | Örményország        | MZOS Znicz, Pruszków · Játékvezető: Feröer Petur Reinert |
| 2009. október 9. 15:00 CET | Krasnostavsky 3' Halabi 28' (11-es), 77' Elbaz 51' Genish 71' Izenstein 75' | (jegyzőkönyv) | H. Hovhannisyan 32' | MZOS Znicz, Pruszków · Játékvezető: Feröer Petur Reinert |

| 2009. október 11. 12:00 CET | Örményország | 1 – 4         | Lengyelország                                                        | City Stadium OSIR, Grodzisk Mazowiecki · Játékvezető: Feröer Petur Reinert |
| 2009. október 11. 12:00 CET | Miranian 59' | (jegyzőkönyv) | G. Hovhannisian 44' (öngól) Nalepa 49' Bogusławski 56' Serafin 80+2' | City Stadium OSIR, Grodzisk Mazowiecki · Játékvezető: Feröer Petur Reinert |

| 2009. október 11. 15:00 CET | Izrael | 0 – 2         | Ausztria                 | MZOS Znicz, Pruszków · Játékvezető: Belgium Christof Virant |
| 2009. október 11. 15:00 CET |        | (jegyzőkönyv) | Vaštić 39' Burušić 80+3' | MZOS Znicz, Pruszków · Játékvezető: Belgium Christof Virant |

| 2009. október 14. 15:00 CET | Lengyelország                                                                     | 7 – 0         | Izrael | MZOS Znicz, Pruszków · Játékvezető: Belgium Christof Virant |
| 2009. október 14. 15:00 CET | Nalepa 8' 43' Byszewski 21' Romachow 38' Wiktorski 58' Przybylko 59' Drewniak 76' | (jegyzőkönyv) |        | MZOS Znicz, Pruszków · Játékvezető: Belgium Christof Virant |

| 2009. október 14. 15:00 CET | Ausztria     | 1 – 1         | Örményország  | City Stadium OSIR, Grodzisk Mazowiecki · Játékvezető: Ciprus Leontios Trattou |
| 2009. október 14. 15:00 CET | Prosenik 51' | (jegyzőkönyv) | 62' Poghosyan | City Stadium OSIR, Grodzisk Mazowiecki · Játékvezető: Ciprus Leontios Trattou |

## 5-ös csoport
| Csapat          | M | Gy | D | V | Kg | Rg | Gk | P |
| --------------- | - | -- | - | - | -- | -- | -- | - |
| Törökország     | 3 | 2  | 0 | 1 | 5  | 3  | +2 | 6 |
| Németország     | 3 | 2  | 0 | 1 | 4  | 2  | +2 | 6 |
| Finnország      | 3 | 2  | 0 | 1 | 6  | 4  | +2 | 6 |
| Észak-Macedónia | 3 | 0  | 0 | 3 | 3  | 9  | –6 | 0 |

Note: Turkey, Germany and Finland are ranked by the goal difference resulting from the group matches played among them: Turkey +1 (3-2), Germany +0 (2-2), Finland -1 (1-2).
| 2009. október 23. 13:00 CET | Törökország           | 2 – 0         | Finnország | Kukuš Stadium, Sztrumica · Játékvezető: Svédország Stephan Studer |
| 2009. október 23. 13:00 CET | Akçakin 13' Calis 57' | (jegyzőkönyv) |            | Kukuš Stadium, Sztrumica · Játékvezető: Svédország Stephan Studer |

| 2009. október 23. 13:00 CET | Németország    | 2 – 0         | Észak-Macedónia | Mladost Stadium, Sztrumica · Játékvezető: Bulgária Nikolay Yordanov |
| 2009. október 23. 13:00 CET | Parker 63' 80' | (jegyzőkönyv) |                 | Mladost Stadium, Sztrumica · Játékvezető: Bulgária Nikolay Yordanov |

| 2009. október 25. 13:00 CET | Törökország             | 2 – 1         | Észak-Macedónia | Kukuš Stadium, Sztrumica · Játékvezető: Skócia Euan Norris |
| 2009. október 25. 13:00 CET | Akçakin 15' 60' (11-es) | (jegyzőkönyv) | Hadzija 66'     | Kukuš Stadium, Sztrumica · Játékvezető: Skócia Euan Norris |

| 2009. október 25. 13:00 CET | Finnország   | 1 – 0         | Németország | Mladost Stadium, Sztrumica · Játékvezető: Svédország Stephan Studer |
| 2009. október 25. 13:00 CET | Väyrynen 75' | (jegyzőkönyv) |             | Mladost Stadium, Sztrumica · Játékvezető: Svédország Stephan Studer |

| 2009. október 28. 13:00 CET | Németország        | 2 – 1         | Törökország | Kukuš Stadium, Sztrumica · Játékvezető: Skócia Euan Norris |
| 2009. október 28. 13:00 CET | Parker 4' Hahn 65' | (jegyzőkönyv) | Calis 2'    | Kukuš Stadium, Sztrumica · Játékvezető: Skócia Euan Norris |

| 2009. október 28. 13:00 CET | Észak-Macedónia         | 2 – 5         | Finnország                                                           | Mladost Stadium, Sztrumica · Játékvezető: Bulgária Nikolay Yordanov |
| 2009. október 28. 13:00 CET | Hadzija 40' Angelov 61' | (jegyzőkönyv) | Lähde 16' Väyrynen 46' 58' (11-es) Seferi 71' Kandikijan 73' (öngól) | Mladost Stadium, Sztrumica · Játékvezető: Bulgária Nikolay Yordanov |

## 6-os csoport
| Csapat     | M | Gy | D | V | Kg | Rg | Gk | P |
| ---------- | - | -- | - | - | -- | -- | -- | - |
| Írország   | 3 | 2  | 1 | 0 | 3  | 1  | +2 | 7 |
| Svédország | 3 | 1  | 2 | 0 | 2  | 0  | +2 | 5 |
| Bulgária   | 3 | 1  | 1 | 1 | 5  | 2  | +3 | 4 |
| Lettország | 3 | 0  | 0 | 3 | 0  | 7  | –7 | 0 |

| 2009. szeptember 27. 13:00 CET | Svédország                                | 2 – 0         | Lettország | Albena 1, Albena · Játékvezető: Görögország Georgios Daloukas |
| 2009. szeptember 27. 13:00 CET | Sandberg Magnusson 68' Nazari 70' (11-es) | (jegyzőkönyv) |            | Albena 1, Albena · Játékvezető: Görögország Georgios Daloukas |

| 2009. szeptember 27. 15:00 CET | Írország                   | 2 – 1         | Bulgária    | Druzhba, Dobrich · Játékvezető: Málta Marco Borg |
| 2009. szeptember 27. 15:00 CET | Sutherland 38' Purdy 80+3' | (jegyzőkönyv) | Nedelev 80' | Druzhba, Dobrich · Játékvezető: Málta Marco Borg |

| 2009. szeptember 29. 13:00 CET | Írország    | 1 – 0         | Lettország | Albena 1, Albena · Játékvezető: Málta Marco Borg |
| 2009. szeptember 29. 13:00 CET | O'Brien 79' | (jegyzőkönyv) |            | Albena 1, Albena · Játékvezető: Málta Marco Borg |

| 2009. szeptember 29. 15:00 CET | Bulgária      | 0 – 0 | Svédország | Druzhba, Dobrich · Játékvezető: Magyarország Tamas Bognar |
| 2009. szeptember 29. 15:00 CET | (jegyzőkönyv) |       |            | Druzhba, Dobrich · Játékvezető: Magyarország Tamas Bognar |

| 2009. október 2. 15:00 CET | Svédország    | 0 – 0 | Írország | Albena 1, Albena · Játékvezető: Görögország Georgios Daloukas |
| 2009. október 2. 15:00 CET | (jegyzőkönyv) |       |          | Albena 1, Albena · Játékvezető: Görögország Georgios Daloukas |

| 2009. október 2. 15:00 CET | Lettország | 0 – 4         | Bulgária                                    | Druzhba, Dobrich · Játékvezető: Magyarország Tamas Bognar |
| 2009. október 2. 15:00 CET |            | (jegyzőkönyv) | A. Georgiev 7' 36' Kozhuharov 58' Botev 61' | Druzhba, Dobrich · Játékvezető: Magyarország Tamas Bognar |

## 7-es csoport
| Csapat        | M | Gy | D | V | Kg | Rg | Gk | P |
| ------------- | - | -- | - | - | -- | -- | -- | - |
| Franciaország | 3 | 2  | 1 | 0 | 7  | 3  | +4 | 7 |
| Ukrajna       | 3 | 1  | 2 | 0 | 2  | 1  | +1 | 5 |
| Észtország    | 3 | 1  | 1 | 1 | 2  | 3  | –1 | 4 |
| Szlovénia     | 3 | 0  | 0 | 3 | 1  | 5  | –4 | 0 |

| 2009. október 17. 11:00 CET | Franciaország                      | 3 – 1         | Szlovénia  | Linnastaadion, Rakvere · Játékvezető: Bulgária Tsvetan Georgiev |
| 2009. október 17. 11:00 CET | Deligny 8' Doucoure 41' Sanogo 60' | (jegyzőkönyv) | 60' Palcic | Linnastaadion, Rakvere · Játékvezető: Bulgária Tsvetan Georgiev |

| 2009. október 17. 14:00 CET | Ukrajna       | 0 – 0 | Észtország | Kadriorg Stadium, Tallinn · Játékvezető: Montenegró Jovan Kaludjerovic |
| 2009. október 17. 14:00 CET | (jegyzőkönyv) |       |            | Kadriorg Stadium, Tallinn · Játékvezető: Montenegró Jovan Kaludjerovic |

| 2009. október 19. 11:00 CET | Szlovénia | 0 – 1         | Ukrajna    | Linnastaadion, Rakvere · Játékvezető: Törökország Halis Ozkahya |
| 2009. október 19. 11:00 CET |           | (jegyzőkönyv) | 40' Khamid | Linnastaadion, Rakvere · Játékvezető: Törökország Halis Ozkahya |

| 2009. október 19. 14:00 CET | Franciaország            | 3 – 1         | Észtország | Kadriorg Stadium, Tallinn · Játékvezető: Montenegró Jovan Kaludjerovic |
| 2009. október 19. 14:00 CET | Sanogo 7' 70' Omrani 78' | (jegyzőkönyv) | 20' Leht   | Kadriorg Stadium, Tallinn · Játékvezető: Montenegró Jovan Kaludjerovic |

| 2009. október 22. 14:00 CET | Ukrajna      | 1 – 1         | Franciaország | Linnastaadion, Rakvere · Játékvezető: Törökország Halis Ozkahya |
| 2009. október 22. 14:00 CET | Lukanyuk 21' | (jegyzőkönyv) | 73' Tandia    | Linnastaadion, Rakvere · Játékvezető: Törökország Halis Ozkahya |

| 2009. október 22. 14:00 CET | Észtország | 1 – 0         | Szlovénia | Kadriorg Stadium, Tallinn · Játékvezető: Bulgária Tsvetan Georgiev |
| 2009. október 22. 14:00 CET | Rättel 58' | (jegyzőkönyv) |           | Kadriorg Stadium, Tallinn · Játékvezető: Bulgária Tsvetan Georgiev |

## 8-as csoport
| Csapat         | M | Gy | D | V | Kg | Rg | Gk | P |
| -------------- | - | -- | - | - | -- | -- | -- | - |
| Hollandia      | 3 | 2  | 0 | 1 | 6  | 2  | +4 | 6 |
| Észak-Írország | 3 | 2  | 0 | 1 | 4  | 1  | +3 | 6 |
| Málta          | 3 | 1  | 1 | 1 | 2  | 3  | −1 | 4 |
| Andorra        | 3 | 0  | 1 | 2 | 0  | 6  | −6 | 1 |

| 2009. október 22. 12:00 CET | Hollandia                                     | 4 – 0         | Andorra | Estadi Comunal, Andorra-la-Vella · Játékvezető: Kazahsztán Aleksander Gauzer |
| 2009. október 22. 12:00 CET | Bartels 35' Locadia 40' Denswil 47' Lewis 54' | (jegyzőkönyv) |         | Estadi Comunal, Andorra-la-Vella · Játékvezető: Kazahsztán Aleksander Gauzer |

| 2009. október 22. 16:00 CET | Észak-Írország          | 2 – 0         | Málta | Estadi Comunal, Andorra-la-Vella · Játékvezető: Montenegró Pavle Radovanovic |
| 2009. október 22. 16:00 CET | Wilson 13' McLellan 39' | (jegyzőkönyv) |       | Estadi Comunal, Andorra-la-Vella · Játékvezető: Montenegró Pavle Radovanovic |

| 2009. október 24. 12:00 CET | Andorra | 0 – 2         | Észak-Írország | Estadi Comunal, Andorra-la-Vella · Játékvezető: Kazahsztán Aleksander Gauzer |
| 2009. október 24. 12:00 CET |         | (jegyzőkönyv) | Carson 23' 25' | Estadi Comunal, Andorra-la-Vella · Játékvezető: Kazahsztán Aleksander Gauzer |

| 2009. október 24. 16:00 CET | Hollandia     | 1 – 2         | Málta                                   | Estadi Comunal, Andorra-la-Vella · Játékvezető: Fehéroroszország Vital Sevastsyanik |
| 2009. október 24. 16:00 CET | Locadia 80+4' | (jegyzőkönyv) | Borg 47' (11-es) D'Agostino 70' (11-es) | Estadi Comunal, Andorra-la-Vella · Játékvezető: Fehéroroszország Vital Sevastsyanik |

| 2009. október 27. 12:00 CET | Észak-Írország | 0 – 1         | Hollandia   | Estadi Comunal, Andorra-la-Vella · Játékvezető: Montenegró Pavle Radovanovic |
| 2009. október 27. 12:00 CET |                | (jegyzőkönyv) | Locadia 49' | Estadi Comunal, Andorra-la-Vella · Játékvezető: Montenegró Pavle Radovanovic |

| 2009. október 27. 12:00 CET | Málta         | 0 – 0 | Andorra | Camp d’Esports del M.I. Consell General, Andorra-la-Vella · Játékvezető: Fehéroroszország Vital Sevastsyanik |
| 2009. október 27. 12:00 CET | (jegyzőkönyv) |       |         | Camp d’Esports del M.I. Consell General, Andorra-la-Vella · Játékvezető: Fehéroroszország Vital Sevastsyanik |

## 9-es csoport
| Csapat      | M | Gy | D | V | Kg | Rg | Gk | P |
| ----------- | - | -- | - | - | -- | -- | -- | - |
| Görögország | 3 | 1  | 2 | 0 | 3  | 2  | +1 | 5 |
| Norvégia    | 3 | 1  | 1 | 1 | 2  | 1  | +1 | 4 |
| Olaszország | 3 | 1  | 1 | 1 | 5  | 2  | +3 | 4 |
| Moldova     | 3 | 0  | 2 | 1 | 2  | 7  | −5 | 2 |

| 2009. október 24. 11:30 CET | Norvégia | 0 – 1         | Görögország     | Comunale, Teramo · Játékvezető: Izrael Menashe Masiah |
| 2009. október 24. 11:30 CET |          | (jegyzőkönyv) | Diamantakos 51' | Comunale, Teramo · Játékvezető: Izrael Menashe Masiah |

| 2009. október 24. 15:00 CET | Olaszország                                               | 5 – 0         | Moldova | Rubens Fadini, Giulianova · Játékvezető: Azerbajdzsán Fariz Yusifov |
| 2009. október 24. 15:00 CET | Magnaghi 19' 162' Baccarin 28' (11-es) Quaggiotto 45' 49' | (jegyzőkönyv) |         | Rubens Fadini, Giulianova · Játékvezető: Azerbajdzsán Fariz Yusifov |

| 2009. október 26. 11:30 CET | Moldova       | 0 – 0 | Norvégia | Rubens Fadini, Giulianova · Játékvezető: Magyarország Fábián Mihály |
| 2009. október 26. 11:30 CET | (jegyzőkönyv) |       |          | Rubens Fadini, Giulianova · Játékvezető: Magyarország Fábián Mihály |

| 2009. október 26. 15:00 CET | Olaszország   | 0 – 0 | Görögország | Comunale, Teramo · Játékvezető: Izrael Menashe Masiah |
| 2009. október 26. 15:00 CET | (jegyzőkönyv) |       |             | Comunale, Teramo · Játékvezető: Izrael Menashe Masiah |

| 2009. október 29. 11:30 CET | Norvégia                | 2 – 0         | Olaszország | Rubens Fadini, Giulianova · Játékvezető: Magyarország Mihaly Fabian |
| 2009. október 29. 11:30 CET | Nielsen 20' Anene 80+3' | (jegyzőkönyv) |             | Rubens Fadini, Giulianova · Játékvezető: Magyarország Mihaly Fabian |

| 2009. október 29. 11:30 CET | Görögország                 | 2 – 2         | Moldova            | Comunale, Teramo · Játékvezető: Azerbajdzsán Fariz Yusifov |
| 2009. október 29. 11:30 CET | Diamantakos 37' 74' (11-es) | (jegyzőkönyv) | Iurcu 21' Dima 28' | Comunale, Teramo · Játékvezető: Azerbajdzsán Fariz Yusifov |

## 10-es csoport
| Csapat     | M | Gy | D | V | Kg | Rg | Gk | P |
| ---------- | - | -- | - | - | -- | -- | -- | - |
| Portugália | 3 | 2  | 1 | 0 | 6  | 3  | +3 | 7 |
| Grúzia     | 3 | 2  | 0 | 1 | 6  | 5  | +1 | 6 |
| Ciprus     | 3 | 1  | 0 | 2 | 5  | 7  | –2 | 3 |
| Skócia     | 3 | 0  | 1 | 2 | 4  | 6  | –2 | 1 |

| 2009. október 20. 20:30 CET | Skócia          | 1 – 2         | Ciprus                      | East End Park, Dunfermline · Játékvezető: Lettország Vadims Direktorenko |
| 2009. október 20. 20:30 CET | C. McGregor 62' | (jegyzőkönyv) | Sotiriou 73' Englezou 80+2' | East End Park, Dunfermline · Játékvezető: Lettország Vadims Direktorenko |

| 2009. október 20. 20:30 CET | Portugália                                       | 2 – 0         | Grúzia | Forthbank Stadium, Stirling · Játékvezető: Moldova Ghennadi Sidenco |
| 2009. október 20. 20:30 CET | Sousa Esgaio 28' Naval Costa Eduardo 72' (11-es) | (jegyzőkönyv) |        | Forthbank Stadium, Stirling · Játékvezető: Moldova Ghennadi Sidenco |

| 2009. október 20. 20:30 CET | Skócia          | 1 – 2         | Grúzia                       | Stark's Park, Kirkcaldy · Játékvezető: Szlovákia Richard Trutz |
| 2009. október 20. 20:30 CET | C. McGregor 40' | (jegyzőkönyv) | Chanturia 8' Skhirtladze 52' | Stark's Park, Kirkcaldy · Játékvezető: Szlovákia Richard Trutz |

| 2009. október 22. 20:30 CET | Ciprus       | 1 – 2         | Portugália            | Bayview, Methil · Játékvezető: Lettország Vadims Direktorenko |
| 2009. október 22. 20:30 CET | Sotiriou 30' | (jegyzőkönyv) | Bruma 56' Betinho 75' | Bayview, Methil · Játékvezető: Lettország Vadims Direktorenko |

| 2009. október 25. 16:00 CET | Portugália                     | 2 – 2         | Skócia                    | Stark's Park, Kirkcaldy · Játékvezető: Szlovákia Richard Trutz |
| 2009. október 25. 16:00 CET | João Carlos 39' Figueiredo 47' | (jegyzőkönyv) | C. McGregor 7' Walker 32' | Stark's Park, Kirkcaldy · Játékvezető: Szlovákia Richard Trutz |

| 2009. október 25. 16:00 CET | Grúzia                                         | 4 – 2         | Ciprus                          | Forthbank Stadium, Stirling · Játékvezető: Moldova Ghennadi Sidenco |
| 2009. október 25. 16:00 CET | Gagnidze 30' Skhirtladze 37' Chanturia 61' 69' | (jegyzőkönyv) | Sotiriou 38' Chatzigeorgiou 50' | Forthbank Stadium, Stirling · Játékvezető: Moldova Ghennadi Sidenco |

## 11-es csoport
| Csapat       | M | Gy | D | V | Kg | Rg | Gk | P |
| ------------ | - | -- | - | - | -- | -- | -- | - |
| Magyarország | 3 | 2  | 1 | 0 | 7  | 1  | +6 | 7 |
| Szlovákia    | 3 | 2  | 0 | 1 | 5  | 1  | +4 | 6 |
| Luxemburg    | 3 | 1  | 1 | 1 | 4  | 5  | –1 | 4 |
| Albánia      | 3 | 0  | 0 | 3 | 2  | 11 | –9 | 0 |

| 2009. szeptember 25. 14:30 CET | Szlovákia                 | 2 – 0         | Luxemburg | Global Football Park, Telki Játékvezető: Ignasi Villamayor Rozados |
| 2009. szeptember 25. 14:30 CET | Stulajter 32' Kovač 80+2' | (jegyzőkönyv) |           | Global Football Park, Telki Játékvezető: Ignasi Villamayor Rozados |

| 2009. szeptember 25. 17:30 CET | Magyarország                                         | 5 – 0         | Albánia | Global Football Park, Telki Játékvezető: Veaceslav Banari |
| 2009. szeptember 25. 17:30 CET | Szloga 8' Serfözö 37' 49' 59' Mumajesi 80+2' (öngól) | (jegyzőkönyv) |         | Global Football Park, Telki Játékvezető: Veaceslav Banari |

| 2009. szeptember 27. 14:30 CET | Magyarország | 1 – 1         | Luxemburg  | Tatai Honved Atletikai Klub, Tata Játékvezető: Ignasi Villamayor Rozados |
| 2009. szeptember 27. 14:30 CET | Magyar 3'    | (jegyzőkönyv) | Deidda 12' | Tatai Honved Atletikai Klub, Tata Játékvezető: Ignasi Villamayor Rozados |

| 2009. szeptember 27. 17:30 CET | Albánia | 0 – 3         | Szlovákia                        | Global Football Park, Telki · Játékvezető: Horvátország Damir Batinic |
| 2009. szeptember 27. 17:30 CET |         | (jegyzőkönyv) | Miklos 12' Jacko 64' Schranz 78' | Global Football Park, Telki · Játékvezető: Horvátország Damir Batinic |

| 2009. szeptember 30. 16:00 CET | Szlovákia | 0 – 1         | Magyarország | Tatai Honved Atletikai Klub, Tata · Játékvezető: Horvátország Damir Batinic |
| 2009. szeptember 30. 16:00 CET |           | (jegyzőkönyv) | Vass 80'     | Tatai Honved Atletikai Klub, Tata · Játékvezető: Horvátország Damir Batinic |

| 2009. szeptember 30. 16:00 CET | Luxemburg                        | 3 – 2         | Albánia                 | Global Football Park, Telki Játékvezető: Veaceslav Banari |
| 2009. szeptember 30. 16:00 CET | Muslji 72' Bastos 75' Boro 80+1' | (jegyzőkönyv) | F. Hoxha 25' Abdija 61' | Global Football Park, Telki Játékvezető: Veaceslav Banari |

## 12-es csoport
| Csapat              | M | Gy | D | V | Kg | Rg | Gk | P |
| ------------------- | - | -- | - | - | -- | -- | -- | - |
| Wales               | 3 | 2  | 1 | 0 | 7  | 5  | 2  | 7 |
| Bosznia-Hercegovina | 3 | 0  | 3 | 0 | 3  | 3  | 0  | 3 |
| Izland              | 3 | 0  | 2 | 1 | 4  | 5  | –1 | 2 |
| Oroszország         | 3 | 0  | 2 | 1 | 2  | 3  | –1 | 2 |

| 2009. szeptember 28. 19:00 CET | Wales                               | 3 – 2         | Izland                       | Richmond Park, Carmarthen · Játékvezető: Szlovénia Matej Jug |
| 2009. szeptember 28. 19:00 CET | Newall 50' Holloway 51' Peniket 68' | (jegyzőkönyv) | Fridjonsson 59' Emilsson 66' | Richmond Park, Carmarthen · Játékvezető: Szlovénia Matej Jug |

| 2009. szeptember 28. 19:00 CET | Oroszország   | 0 – 0 | Bosznia-Hercegovina | Stebonheath Park, Llanelli · Játékvezető: Málta Christopher Lautier |
| 2009. szeptember 28. 19:00 CET | (jegyzőkönyv) |       |                     | Stebonheath Park, Llanelli · Játékvezető: Málta Christopher Lautier |

| 2009. szeptember 30. 19:00 CET | Wales                     | 2 – 2         | Bosznia-Hercegovina    | Stebonheath Park, Llanelli · Játékvezető: Finnország Mattias Gestranius |
| 2009. szeptember 30. 19:00 CET | Peniket 43' Loveridge 80' | (jegyzőkönyv) | Maletić 48' Sarvan 63' | Stebonheath Park, Llanelli · Játékvezető: Finnország Mattias Gestranius |

| 2009. szeptember 30. 19:00 CET | Izland       | 1 – 1         | Oroszország | Bridge Meadow, Haverfordwest · Játékvezető: Szlovénia Matej Jug |
| 2009. szeptember 30. 19:00 CET | Emilsson 59' | (jegyzőkönyv) | Kutin 25'   | Bridge Meadow, Haverfordwest · Játékvezető: Szlovénia Matej Jug |

| 2009. október 3. 16:00 CET | Oroszország | 1 – 2         | Wales                  | Bridge Meadow, Haverfordwest · Játékvezető: Finnország Mattias Gestranius |
| 2009. október 3. 16:00 CET | Barsov 72'  | (jegyzőkönyv) | Bond 78' Loveridge 81' | Bridge Meadow, Haverfordwest · Játékvezető: Finnország Mattias Gestranius |

| 2009. október 3. 16:00 CET | Bosznia-Hercegovina | 1 – 1         | Izland         | Richmond Park, Carmarthen · Játékvezető: Málta Christopher Lautier |
| 2009. október 3. 16:00 CET | Bevab 40'           | (jegyzőkönyv) | Gunnarsson 69' | Richmond Park, Carmarthen · Játékvezető: Málta Christopher Lautier |

## 13-as csoport
| Csapat           | M | Gy | D | V | Kg | Rg | Gk  | P |
| ---------------- | - | -- | - | - | -- | -- | --- | - |
| Csehország       | 3 | 3  | 0 | 0 | 9  | 0  | +9  | 9 |
| Svájc            | 3 | 2  | 0 | 1 | 12 | 4  | +8  | 6 |
| Fehéroroszország | 3 | 1  | 0 | 2 | 4  | 3  | +1  | 3 |
| San Marino       | 3 | 0  | 0 | 3 | 0  | 18 | –18 | 0 |

| 2009. szeptember 5. 13:00 CET | Svájc | 10 – 0        | San Marino | Horodskiy Stadium, Maladzyechna · Játékvezető: Levan Kvaratskhelia Grúzia |
| 2009. szeptember 5. 13:00 CET | Jevtić 4' (11-es) Zwimpfer 31' Vuleta 47' 50' 61' 73' Kleiber 67' Miani 70' Geissmann 75' Žarković 80+2' | (jegyzőkönyv) |            | Horodskiy Stadium, Maladzyechna · Játékvezető: Levan Kvaratskhelia Grúzia |

| 2009. szeptember 5., 2009 16:00 CET | Csehország      | 1 – 0         | Fehéroroszország | Dinamo-Juni, Minszk · Játékvezető: Boško Jovanetić Szerbia |
| 2009. szeptember 5., 2009 16:00 CET | F. Twardzik 65' | (jegyzőkönyv) |                  | Dinamo-Juni, Minszk · Játékvezető: Boško Jovanetić Szerbia |

| 2009. szeptember 7., 2009 13:00 CET | San Marino | 0 – 4         | Csehország                                               | Tarpeda Stadium, Minszk · Játékvezető: Levan Kvaratskhelia Grúzia |
| 2009. szeptember 7., 2009 13:00 CET |            | (jegyzőkönyv) | F. Twardzik 26' Rozsíval 69' P. Twardzik 70' Mandula 79' | Tarpeda Stadium, Minszk · Játékvezető: Levan Kvaratskhelia Grúzia |

| 2009. szeptember 7., 2009 16:00 CET | Svájc                  | 2 – 0         | Fehéroroszország | Dinamo-Juni, Minszk · Játékvezető: Vusal Aliyev Azerbajdzsán |
| 2009. szeptember 7., 2009 16:00 CET | Desole 36' (11-es) 62' | (jegyzőkönyv) |                  | Dinamo-Juni, Minszk · Játékvezető: Vusal Aliyev Azerbajdzsán |

| 2009. szeptember 10., 2009 16:00 CET | Csehország                                        | 4 – 0         | Svájc | Horodskiy Stadium, Maladzyechna · Játékvezető: Boško Jovanetic Szerbia |
| 2009. szeptember 10., 2009 16:00 CET | F. Twardzik 6' Rozsíval 21' Hybš 39' Česlák 80+2' | (jegyzőkönyv) |       | Horodskiy Stadium, Maladzyechna · Játékvezető: Boško Jovanetic Szerbia |

| 2009. szeptember 10., 2009 16:00 CET | Fehéroroszország             | 4 – 0         | San Marino | Haradzki Stadium, Barysaw · Játékvezető: Vusal Aliyev Azerbajdzsán |
| 2009. szeptember 10., 2009 16:00 CET | Kovalev 3' 37' 77' Shpak 72' | (jegyzőkönyv) |            | Haradzki Stadium, Barysaw · Játékvezető: Vusal Aliyev Azerbajdzsán |

## Elit kör
2010. március vége előtt lejátszásra kerül az elit kör a selejtezőkből továbbjutott 28 csapat között, hét darab négy csapatból álló csoportra osztva. A csoportok első helyezettjei jutnak be a Liechtensteinben megrendezendő döntőbe.
| A kosár                                                                                    | B kosár                                                                         | C kosár                                                                                 | D kosár                                                                            |
| ------------------------------------------------------------------------------------------ | ------------------------------------------------------------------------------- | --------------------------------------------------------------------------------------- | ---------------------------------------------------------------------------------- |
| Anglia · Spanyolország · Csehország · Magyarország · Ausztria · Franciaország · Portugália | Wales · Horvátország · Írország · Lengyelország · Svájc · Hollandia · Szlovákia | Észak-Írország · Finnország · Románia · Törökország · Németország · Grúzia · Svédország | Görögország · Ukrajna · Belgium · Norvégia · Szerbia · Málta · Bosznia-Hercegovina |

## Legjobb góllövők
| 5 gólos - Spanyolország Suso 4 gólos - Csehország Filip Twardzik - Dánia Kenneth Zohore - Anglia Benik Afobe - Spanyolország Francisco Alcácer - Svédország Stjepan Vuleta 3 gólos - Fehéroroszország Yuri Kovalev - Ciprus Pieros Sotiriou - Anglia Connor Wickham - Finnország Tim Väyrynen - Franciaország Yaya Sanogo - Grúzia Giorgi Chanturia - Németország Shawn Parker - Görögország Dimitrios Diamantakos - Magyarország Serfőző Bence - Hollandia Jürgen Locadia - Lengyelország Michal Nalepa - Skócia Callum McGregor - Törökország Artun Akcakin | 2 gólos - Ausztria Dominik Burusic - Ausztria Philipp Prosenik - Bulgária Asen Kirilov Georgiev - Csehország Filip Rozsíval - Dánia Christopher Geertsen - Dánia Andreas Baes Jensen - Anglia Robert Hall - Spanyolország Rafael Alcántara - Spanyolország Juanmi - Grúzia Davit Skhirtladze - Izland Kristjan Gauti Emilsson - Izrael Haytham Halabi - Olaszország Simone Magnaghi - Olaszország Nicolo' Quaggiotto - Kazahsztán Nikita Utrobin - Litvánia Martyn Jefisov - Észak-Macedónia Destan Hadzija - Észak-Írország Joshua Carson - Lengyelország Kasper Przybylko - Lengyelország Kamil Wiktorski - Románia Ilie Bogdan Vatajelu - Svájc Mattia Desole - Törökország Taskin Calis - Wales Richard Peniket - Wales James Loveridge |